# El rechazo y el significado del mundo
El rechazo y el significado del mundo, conocido también como Rechazo mundial y teodicea (Alemán: Stufen und Richtungen der religiösen Weltablehnung), es un libro de 1916 escrito por Max Weber, un economista alemán y sociólogo. La edición original se publicó en alemán como ensayo en los números de 1916 del Archiv für Sozialwissenschaft und Sozialpolitik, y existen varias traducciones al inglés.
En este libro Weber analiza las inevitables tensiones entre los valores religiosos y las actividades mundanas.